# مارغريت كروبر
مارغريت كروبر (بالإنجليزية: Margaret Cropper)‏ (1886 - 1980)؛ كاتِبة وشاعرة بريطانية.